# Shaun Wylie
Shaun Wylie (Oxford, 17 de janeiro de 1913 – 2 de outubro de 2009) foi um matemático britânico. Foi decifrador de códigos na Segunda Guerra Mundial.

## Quebra de código da Segunda Guerra Mundial

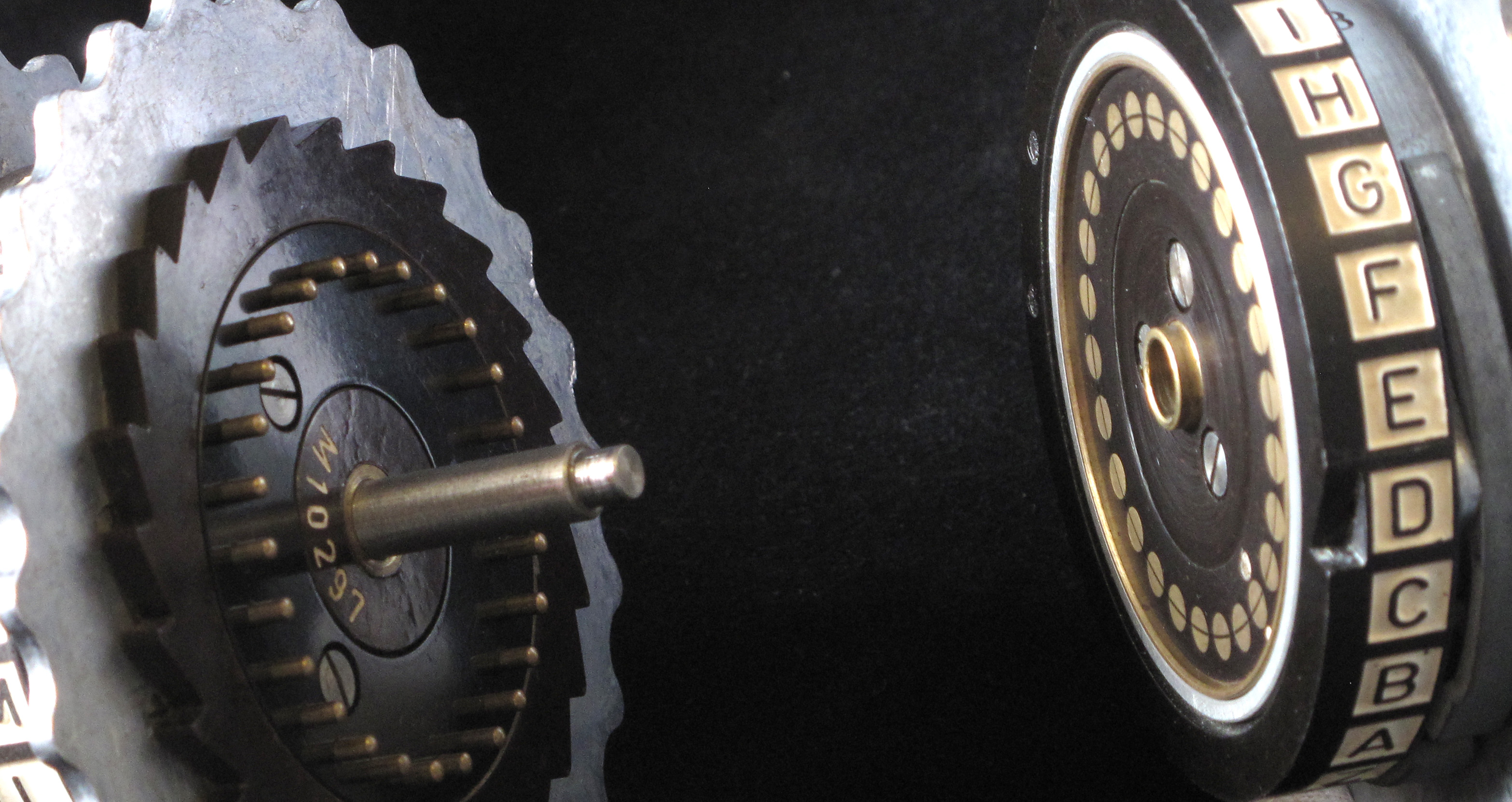
Wylie contribuiu para a quebra do código da Máquina Enigma

Durante a Segunda Guerra Mundial, Alan Turing foi recrutado para trabalhar em Bletchley Park, o centro de decodificação da Grã-Bretanha. Turing escreveu para Wylie por volta de dezembro de 1940, que na época lecionava no Wellington College, convidando-o para trabalhar em Bletchley Park. Ele aceitou e chegou em fevereiro de 1941. Ele se juntou à seção de Turing, Hut 8, que estava trabalhando na solução da máquina Enigma usada pela Kriegsmarine. Ele se tornou chefe da subseção de crib, e alocou tempo nas máquinas de quebra de códigos de bombas. Hugh Alexander, sucessor de Turing como chefe do Hut 8, comentou que "exceto Turing, ninguém fez uma contribuição maior para o sucesso do Hut 8 do que Shaun Wylie; ele foi incrivelmente rápido e engenhoso e contribuiu para a teoria e a prática em vários direções diferentes".
Wylie foi transferido no outono de 1943 para trabalhar em "Tunny", uma cifra de teleimpressão alemã. Ele se casou com Odette Murray, uma WREN na seção. Em 1945, logo após a vitória na Europa, Wylie demonstrou como o Colossus - máquinas eletrônicas usadas para ajudar a resolver o Tunny - poderia ter sido usado sem modificações para quebrar as "rodas do motor" do Tunny, uma tarefa que antes era feita manualmente. Enquanto estava em Bletchley Park, ele se tornou presidente do clube dramático. Ele também jogou hóquei internacional pela Escócia, mas de acordo com o colega decifrador IJ Good, ele "nunca mencionou nenhum de seus sucessos".